# Finckenstein & Salmuth
Finckenstein & Salmuth ist ein Verlag in Berlin, der neben zeitgeschichtlichen Werken u. a. auch Faksimiles und Kunstbücher ediert. Es handelt sich um ein Imprint der Finckenstein Gesellschaft m. b. H.
Die Finckenstein & Salmuth Verlags-Gesellschaft m.b.H. wurde Ende 2001 in Nürnberg gegründet und im April 2002 in das dortige Handelsregister eingetragen. Mit der Eintragung erfolgte die Sitzverlegung nach Berlin. Im März 2023 erfolgte die Umbenennung zu Finckenstein Gesellschaft m.b.H. Der vorherige Name wurde als Imprint beibehaLten.
Die Geschäftsführung liegt beim Alleingesellschafter Stefan Graf Finck von Finckenstein.

## Veröffentlichungen (Auswahl)
- Bellevue – vom Königlichen Schloss zum Berliner Amtssitz des Bundespräsidenten, Berlin 2008, ISBN 978-3-934882-11-9
- Königlich Berlin, 1764–1913, Gedenkblatt zum 150jährigen Jubiläum der Königlichen Porzellan-Manufaktur Berlin, Berlin 2001, ISBN 3-934882-13-7
- Reichshandbuch der deutschen Gesellschaft: Das Handbuch der Persönlichkeiten in Wort und Bild, ISBN 978-3-934882-30-0.
- Julius Raecke: Der Querulantenwahn : ein Beitrag zur sozialen Psychiatrie: Neu verlegt und vermehrt um ein Vorwort Sabine Leutheusser-Schnarrenberger, eine wissenschaftliche Einleitung von Henning Saß und Notizen zu Julius Raecke und seinem Werk von Stefan Graf Finck von Finckenstein (Nachdruck der Ausgabe München, J. F. Bergmann, 1926), Berlin 2013, ISBN 978-3-934882-26-3
- Johann Christoph Bekmann: Anmerckungen von dem Ritterlichen Johanniter-Orden und dessen absonderliche Beschaffenheit in dem Herren Meisterthum desselben in der Marck, Sachsen, Pommern und Wendland samt vorhergehenden General-Reflexionen über die ritterliche Kreutz-Orden insgesamt (Nachdruck der Ausgabe Coburg, Pfotenhauer, 1695), Berlin 2012, ISBN 978-3-934882-16-4
- Antonio de Andrés-Gayón, Charles Perrault et al.: Das Märchen vom Gestiefelten Kater, Berlin 2001, ISBN 3-934882-55-2
- Oscar Wilde et al.: The Canterville ghost, Berlin 2005, ISBN 3-934882-05-6